# Ovactis
Ovactis is een geslacht van neteldieren uit de klasse van de Anthozoa (bloemdieren).

## Soorten
- Ovactis aequatorialis Van Beneden, 1897
- Ovactis bermudensis Van Beneden, 1897
- Ovactis brasiliensis Van Beneden, 1897
- Ovactis canariensis Gravier, 1920
- Ovactis wilsoni Van Beneden, 1897